# پیرال
پیرال (به ترکی آذربایجانی: Piral) یک روستا در جمهوری آذربایجان است که در شهرستان قوسار واقع شده‌است. پیرال ۱٬۹۴۴ نفر جمعیت دارد.